# Perizoma parvaria
Perizoma parvaria là một loài bướm đêm trong họ Geometridae.